# Мала синагога у Сенти
Хасидска синагога у Сенти (позната и као „Мала“ синагога) је била хасидска синагога која је деловала у граду Сенти у северној Србији између 1928. и 1944. године. Последњи рабин хасидске заједнице у граду пре Холокауста био је рабин Моше Тејтелбаум. 

## Историја
Јеврејска заједница је основана у Сенти током 18. века. Јеврејско гробље је свечано отворено 1775. године, а 1817. године на његовом месту је подигнут микве. Током револуције 1848. године у Мађарској, српски милиционер је убио рабина заједнице Исера Улмана. У Сенти је 1873. основана велика синагога. Након раскола у мађарском јеврејству, у заједници су постојале две струје: мала хасидска маса и велика православна заједница Ашкеназа. Почетком 20. века дошло је до расцепа у заједници Ашкеназа. Заједница Ашкеназа у граду се поделила на православне и неологисте.  Рабин Шломо Клајн из заједнице Ашкеназа остао је са православном фракцијом, а Херман Швајгер је постављен за рабина Неолошке заједнице. Припадници заједнице Ашкеназа углавном су говорили мађарски и тако су се молитве обављале и у време Југославије. Хасиди и Ашкенази су се до 1915. молили у истој синагоги, али када се број неолога у заједници Ашкеназа повећао, хасиди су прешли да се моле одвојено. У почетку у привременом објекту, а касније, 1928. године, у сталном објекту.  Рабин хасидске заједнице био је Моше Лајбовић, а вође конгрегације су били Израел Полак и касније Натан Крајник. Током 20-их година 20. века, утицај сатмар хасидизма се повећао у хасидској заједници.
Године 1927. хасидска заједница је основала посебно Кадиша друштво за заједницу. Током Другог светског рата, након инвазије на Југославију и њене поделе, подручје је предато Мађарској. У априлу 1941, рабин Моше Тејтелбаум је стигао у Сенту и служио као рабин у хасидској заједници („Сефарим“). Хасидска заједница и ашкенаска заједница нису формирале друштвене везе или брачне везе између себе. Са економске тачке гледишта, чланови хасидске заједнице били су трговци и имали су занимања од користи унутар заједнице, као што су пекари, часовничари и занатлије. Припадници хасидске заједнице истакли су се и сакупљањем и трговином перја.  
Зграда је грађена у необарокном стилу, правоугаоног је облика и лежи у уздужном положају од запада ка истоку. Главни улаз за мушкарце је са западне стране у предсобље, а на северној страни је улаз за жене. Ниже у предворју је молитвена сала. На источном крају молитвене сале налази се Ковчег завета. Дана 4. септембра 1928. године, Хасидска синагога је свечано отворена, заједно са Талмуд Тором и три учионице. Свечаности Хануке присуствовао је и рабин Моше Дојч из хасидске заједнице у Суботици.  Са доласком рабина Мошеа Тејтелбаума у Сенту, дошло је до буђења у хасидској заједници и хасиди су похрлили из околних заједница, као и из заједница у Мађарској да учествују у молитвама и вечерама које је држао.
Заједница Сенте је уништена у Холокаусту као део Холокауста мађарских Јевреја. Сам рабин Тејтелбаум је спашен, али је цела његова породица страдала. После Другог светског рата, зграда је експроприсана од стране власти, предата локалној власти и коришћена као спортска хала.